# Liste der denkmalgeschützten Objekte in Mistelbach (Niederösterreich)
Die Liste der denkmalgeschützten Objekte in Mistelbach enthält die 80 denkmalgeschützten, unbeweglichen Objekte der niederösterreichischen Bezirkshauptstadt Mistelbach.

## Denkmäler
| Foto  |                 | Denkmal                                                                                         | Standort                                                         | Beschreibung | Metadaten |
| ----- | --------------- | ----------------------------------------------------------------------------------------------- | ---------------------------------------------------------------- | --- | --- |
| ja    | Datei hochladen | Glockenturm HERIS-ID: 30037 Objekt-ID: 26763 marterl.at: 6304                                   | gegenüber Ebendorfer Hauptstraße 45 Standort KG: Ebendorf        | Der Glockenturm in der Ortsmitte, 1879 durch Josef Mitscha von Märheim erbaut und nach schweren Beschädigungen im Zuge des Zweiten Weltkriegs von Grund auf renoviert, dient außerdem als Uhrturm (Uhr mit Inschrift: „Richte Dich nach den Zeiten, nicht nur nach den Leuten“) und beherbergt eine Pumpe für den Dorfbrunnen. Das gemauerte Unterteil hat einen achteckigen Grundriss. Im oberen Bereich zeigt es an vier Seiten Dreieckgiebel mit aufgeputzten Leisten und darüber ein Ziegeldach mit einem quadratischen Holzaufbau, der seinerseits von einem spitzen Dach abgeschlossen wird. Im Holzaufbau befinden sich hinter Jalousienfenstern zwei Glocken, geweiht am 8. Mai 1955. | BDA-Hist.: Q37929805 Status: § 2a Stand der BDA-Liste: 2025-06-30 Name: Glockenturm GstNr.: .91                                                                                     |
| ja    | Datei hochladen | Ortskapelle hl. Maria unter den Linden HERIS-ID: 22208 Objekt-ID: 18537                         | am oberen Ende der Schulgasse Standort KG: Ebendorf              | Die neobarocke Kapelle wurde von 1903 bis 1904 erbaut. | BDA-Hist.: Q37867797 Status: § 2a Stand der BDA-Liste: 2025-06-30 Name: Ortskapelle hl. Maria unter den Linden GstNr.: .89/12                                                       |
| ja    | Datei hochladen | Kath. Pfarrkirche hl. Markus HERIS-ID: 22219 Objekt-ID: 18548                                   | Markusstraße 9 Standort KG: Eibesthal                            | Die alte gotische Kirche, teilweise aus dem 14. Jahrhundert, wurde in den letzten Tagen des Zweiten Weltkriegs zerstört. Nach dem Krieg wurde die Ruine abgetragen und der ab 1948 nach Plänen von Hans Plank und Prälat Jakob Fried errichtete Neubau am 15. August 1951 eingeweiht. Henrique de Arnoldi schuf moderne Glasfenster und Oskar Larsen ein Fresko Maria und Johannes. | BDA-Hist.: Q22691741 Status: § 2a Stand der BDA-Liste: 2025-06-30 Name: Kath. Pfarrkirche hl. Markus GstNr.: .157 Pfarrkirche Eibesthal                                             |
| ja    | Datei hochladen | Gnadenstuhl HERIS-ID: 22218 Objekt-ID: 18547                                                    | neben der Kirche Standort KG: Eibesthal                          | Der Gnadenstuhl-Bildstock an der Ecke Markusstraße/Dr.-Brunauer-Gasse wurde laut Sockelinschrift 1680 errichtet. Das Kapitell und die Figurengruppe selbst weisen allerdings klassizistische Merkmale auf. Ob und wann die Originale ersetzt wurden, ist nicht überliefert. | BDA-Hist.: Q37867856 Status: § 2a Stand der BDA-Liste: 2025-06-30 Name: Gnadenstuhl GstNr.: 4155/188                                                                                |
| ja    | Datei hochladen | Pfarrhof HERIS-ID: 22216 Objekt-ID: 18545                                                       | Markusstraße 14 Standort KG: Eibesthal                           | Der durch einen offenen Arkadengang mit der ehemaligen Schule verbundene Pfarrhof wurde um 1900 erbaut. | BDA-Hist.: Q37867842 Status: § 2a Stand der BDA-Liste: 2025-06-30 Name: Pfarrhof GstNr.: .161                                                                                       |
| ja    | Datei hochladen | Rochuskapelle HERIS-ID: 84600 Objekt-ID: 98729 marterl.at: 6291                                 | bei Oberort 4 Standort KG: Eibesthal                             | Die Kapelle des hl. Rochus wurde zum Ende der Pestepidemie 1713 errichtet. | BDA-Hist.: Q38183298 Status: § 2a Stand der BDA-Liste: 2025-06-30 Name: Rochuskapelle GstNr.: 4155/164                                                                              |
| ja    | Datei hochladen | Figurenbildstock hl. Johannes Nepomuk HERIS-ID: 22214 Objekt-ID: 18543                          | bei Strassberg 10 Standort KG: Eibesthal                         | Die Statue des hl. Johannes Nepomuk an der Eibesbach-Brücke in der Ortsmitte stammt aus der zweiten Hälfte des 18. Jahrhunderts. | BDA-Hist.: Q37867828 Status: § 2a Stand der BDA-Liste: 2025-06-30 Name: Figurenbildstock hl. Johannes Nepomuk GstNr.: 4155/164 Eibesthal Nepomukstatue                              |
| ja    | Datei hochladen | Dreifaltigkeitssäule HERIS-ID: 84599 Objekt-ID: 98728 marterl.at: 6290                          | Standort KG: Eibesthal                                           | Die Dreifaltigkeitssäule mit Gnadenstuhl stammt aus dem 18. Jahrhundert. Sie wurde 1912 renoviert. | BDA-Hist.: Q38183289 Status: § 2a Stand der BDA-Liste: 2025-06-30 Name: Dreifaltigkeitssäule GstNr.: 4155/158                                                                       |
| ja    | Datei hochladen | Friedhofstor mit Gitter und Grabstein HERIS-ID: 84601 Objekt-ID: 98730                          | Friedhofweg 22 Standort KG: Eibesthal                            | Das schmiedeeiserne Friedhofstor ist mit der Jahreszahl 1808 bezeichnet. | BDA-Hist.: Q38183316 Status: § 2a Stand der BDA-Liste: 2025-06-30 Name: Friedhofstor mit Gitter und Grabstein GstNr.: 1132/3 Eibesthal Friedhofstor                                 |
| ja BW | Datei hochladen | Ehem. Pfarrhof HERIS-ID: 33848 Objekt-ID: 31605                                                 | Laternengasse 2 Standort KG: Frättingsdorf                       | Der ehemalige Pfarrhof weist eine Fassade aus der zweiten Hälfte des 19. Jahrhunderts auf. | BDA-Hist.: Q37954559 Status: Bescheid Stand der BDA-Liste: 2025-06-30 Name: Ehem. Pfarrhof GstNr.: .135/1                                                                           |
| ja    | Datei hochladen | Aufnahmsgebäude HERIS-ID: 5344 Objekt-ID: 1208                                                  | Ringofenstraße 5 Standort KG: Frättingsdorf                      | Das später veränderte Aufnahmsgebäude des Bahnhofs Frättingsdorf wurde 1870 erbaut. | BDA-Hist.: Q37798964 Status: Bescheid Stand der BDA-Liste: 2025-06-30 Name: Aufnahmsgebäude Frättingsdorf GstNr.: .145/1 Aufnahmsgebäude Bahnhof Frättingsdorf                      |
| ja    | Datei hochladen | Ehem. Volksschule HERIS-ID: 89176 Objekt-ID: 103774                                             | Anton Haas-Straße 47 Standort KG: Frättingsdorf                  | Die Volksschule wurde 1893 erbaut. | BDA-Hist.: Q37732348 Status: § 2a Stand der BDA-Liste: 2025-06-30 Name: Ehem. Volksschule GstNr.: .173                                                                              |
| ja    | Datei hochladen | Kath. Pfarrkirche Sieben Schmerzen Mariens HERIS-ID: 22220 Objekt-ID: 18549                     | Anton-Haas-Straße Standort KG: Frättingsdorf                     | Die barocke Saalkirche wurde 1731 erbaut und 1965 restauriert. Im Inneren befindet sich ein barocker Hochaltar. | BDA-Hist.: Q21680721 Status: § 2a Stand der BDA-Liste: 2025-06-30 Name: Kath. Pfarrkirche Sieben Schmerzen Mariens GstNr.: .2 Pfarrkirche Frättingsdorf                             |
| ja    | Datei hochladen | Kath. Pfarrkirche hl. Oswald mit ummauertem Kirchhof HERIS-ID: 5351 Objekt-ID: 1215             | Am Kirchenberg Standort KG: Hörersdorf                           | Das im Kern romanische Langhaus mit Turm wurde um 1700 barockisiert. Der Chor stammt aus dem 14. Jahrhundert. Am die Kirche umgebenden Friedhof befindet sich ein barocker Grabstein. | BDA-Hist.: Q37801424 Status: § 2a Stand der BDA-Liste: 2025-06-30 Name: Kath. Pfarrkirche hl. Oswald mit ummauertem Kirchhof GstNr.: 162, .144 Pfarrkirche Hörersdorf               |
| ja    | Datei hochladen | Kapelle hl. Johannes Nepomuk HERIS-ID: 5352 Objekt-ID: 1217                                     | vor Am Kirchenberg 32 Standort KG: Hörersdorf                    | In der barocken Kapelle am Aufgang zur Kirche befindet sich eine mit der Jahreszahl 1766 bezeichnete Johannes-Nepomuk-Statue. | BDA-Hist.: Q37801978 Status: § 2a Stand der BDA-Liste: 2025-06-30 Name: Kapelle hl. Johannes Nepomuk GstNr.: 163/18                                                                 |
| ja    | Datei hochladen | Bildstock HERIS-ID: 13132 Objekt-ID: 9299 marterl.at: 6123                                      | bei Hüttendorf 97 Standort KG: Hüttendorf                        | Die Schwedensäule bei Hüttendorf ist ein sechseckiger Sandsteinpfeiler mit doppeltem Nischenaufsatz. Am Standort des 1649 errichteten Bildstocks wurden der Überlieferung nach während des Dreißigjährigen Krieges vier schwedische Soldaten wegen eines kleinen Vergehens von den eigenen Kameraden hingerichtet und begraben. | BDA-Hist.: Q38154161 Status: § 2a Stand der BDA-Liste: 2025-06-30 Name: Bildstock GstNr.: 3738/10 Bildstock Hüttendorf (Mistelbach)                                                 |
| ja    | Datei hochladen | Kriegerdenkmal HERIS-ID: 98790 Objekt-ID: 114757                                                | vor Obere Landstraße 82 Standort KG: Hüttendorf                  | An der Oberen Landstraße steht ein Denkmal zur Erinnerung an die Gefallenen der beiden Weltkriege. | BDA-Hist.: Q37772714 Status: § 2a Stand der BDA-Liste: 2025-06-30 Name: Kriegerdenkmal GstNr.: 3738/2 Kriegerdenkmal Hüttendorf (Mistelbach)                                        |
| ja    | Datei hochladen | Kath. Pfarrkirche hl. Barbara HERIS-ID: 5353 Objekt-ID: 1218                                    | Zur Barbarakirche 2 Standort KG: Hüttendorf                      | Die spätgotische Kirche wurde um 1730 barockisiert und erweitert. Der Turm wurde um 1701 errichtet. | BDA-Hist.: Q37802747 Status: § 2a Stand der BDA-Liste: 2025-06-30 Name: Kath. Pfarrkirche hl. Barbara GstNr.: .50 Pfarrkirche Hüttendorf                                            |
| ja    | Datei hochladen | Wegkapelle HERIS-ID: 5364 Objekt-ID: 1229                                                       | bei Kettlasbrunner Hauptstraße 21 Standort KG: Kettlasbrunn      | An der mit der Jahreszahl 1910 bezeichneten Kapelle befindet sich ein neugotisches Holzrelief. | BDA-Hist.: Q37806419 Status: § 2a Stand der BDA-Liste: 2025-06-30 Name: Wegkapelle GstNr.: 4294/10 Kapelle Kettlasbrunn, Gemeinde Mistelbach                                        |
| ja    | Datei hochladen | Pfarrhof HERIS-ID: 5359 Objekt-ID: 1224                                                         | Kettlasbrunner Hauptstraße 24 Standort KG: Kettlasbrunn          | | BDA-Hist.: Q37805334 Status: § 2a Stand der BDA-Liste: 2025-06-30 Name: Pfarrhof GstNr.: .79                                                                                        |
| ja    | Datei hochladen | Bildstock HERIS-ID: 5357 Objekt-ID: 1222                                                        | nördlich Kettlasbrunner Hauptstraße 83 Standort KG: Kettlasbrunn | Beim nördlichen Ortsausgang befindet sich ein Bildstock des 19. Jahrhunderts mit Rundnische und Giebelaufsatz. | BDA-Hist.: Q37804829 Status: § 2a Stand der BDA-Liste: 2025-06-30 Name: Bildstock GstNr.: 4294/4                                                                                    |
| ja    | Datei hochladen | Figurenbildstock hl. Sebastian HERIS-ID: 5363 Objekt-ID: 1228 marterl.at: 6278                  | bei Schillinggasse 5 Standort KG: Kettlasbrunn                   | Die Säule mit Steinfigur stammt aus der ersten Hälfte des 18. Jahrhunderts. Sie wurde 1910 und 2017 restauriert. | BDA-Hist.: Q37806223 Status: § 2a Stand der BDA-Liste: 2025-06-30 Name: Figurenbildstock hl. Sebastian GstNr.: 4315/2                                                               |
| ja    | Datei hochladen | Figurenbildstock hl. Johannes Nepomuk HERIS-ID: 5361 Objekt-ID: 1226                            | Kettlasbrunn Standort KG: Kettlasbrunn                           | Die Sandsteinplastik des hl. Johannes Nepomuk vor der Kirche wurde um 1780 errichtet. | BDA-Hist.: Q37805721 Status: § 2a Stand der BDA-Liste: 2025-06-30 Name: Figurenbildstock hl. Johannes Nepomuk GstNr.: 4294/10 Johannes Nepomukstatue Kettlasbrunn                   |
| ja    | Datei hochladen | Kath. Pfarrkirche hl. Sebastian HERIS-ID: 5355 Objekt-ID: 1220                                  | bei Sebastianiplatz 5 Standort KG: Kettlasbrunn                  | Die spätbarocke Kirche mit Fassadenturm wurde von 1782 bis 1789 erbaut. | BDA-Hist.: Q37804463 Status: § 2a Stand der BDA-Liste: 2025-06-30 Name: Kath. Pfarrkirche hl. Sebastian GstNr.: .35 Pfarrkirche Kettlasbrunn                                        |
| ja    | Datei hochladen | Persönlichkeitsdenkmal Kaiser Franz Joseph HERIS-ID: 5360 Objekt-ID: 1225                       | vor Sebastianiplatz 16 Standort KG: Kettlasbrunn                 | Die Büste erinnert an das 60-jährige Regierungsjubiläum von Kaiser Franz Joseph I. im Jahr 1908. | BDA-Hist.: Q37805526 Status: § 2a Stand der BDA-Liste: 2025-06-30 Name: Persönlichkeitsdenkmal Kaiser Franz Joseph GstNr.: 4294/10                                                  |
| ja    | Datei hochladen | Figurenbildstock hl. Florian HERIS-ID: 5362 Objekt-ID: 1227                                     | gegenüber Sebastianiplatz 16 Standort KG: Kettlasbrunn           | Die Sandsteinplastik vor der Kirche wurde um 1780 errichtet und 1901 renoviert. | BDA-Hist.: Q37805895 Status: § 2a Stand der BDA-Liste: 2025-06-30 Name: Figurenbildstock hl. Florian GstNr.: 4294/10                                                                |
| ja    | Datei hochladen | Wohnhaus der Krausmühle HERIS-ID: 5367 Objekt-ID: 1232                                          | Lanzendorfer Hauptstraße 54 Standort KG: Lanzendorf              | Das barocke Wohnhaus wurde um die Mitte des 18. Jahrhunderts erbaut. | BDA-Hist.: Q37806938 Status: Bescheid Stand der BDA-Liste: 2025-06-30 Name: Wohnhaus der Krausmühle GstNr.: .106/3 Barockes Wohnhaus Lanzendorf                                     |
| ja    | Datei hochladen | Bildstock HERIS-ID: 5368 Objekt-ID: 1233 marterl.at: 6309                                       | Lettenberg, Lanzendorf Standort KG: Lanzendorf                   | Der vierseitige Pfeiler mit Pyramidendach ist mit der Jahreszahl 1817 bezeichnet. | BDA-Hist.: Q37807136 Status: § 2a Stand der BDA-Liste: 2025-06-30 Name: Bildstock GstNr.: 1850/16 Bildstock Lettenberg, Lanzendorf                                                  |
| ja    | Datei hochladen | Sog. Schwedenkeller HERIS-ID: 84573 Objekt-ID: 98699                                            | neben Berggasse 6 Standort KG: Mistelbach                        | Der unterirdische Fluchtweg bei der Klosterstiege wird seit dem Dreißigjährigen Krieg Schwedenkeller genannt. | BDA-Hist.: Q38183201 Status: § 2a Stand der BDA-Liste: 2025-06-30 Name: Sog. Schwedenkeller GstNr.: .662/2                                                                          |
| ja    | Datei hochladen | Stadl HERIS-ID: 87631 Objekt-ID: 102053                                                         | Annagasse 1 Standort KG: Mistelbach                              | | BDA-Hist.: Q37720859 Status: § 2a Stand der BDA-Liste: 2025-06-30 Name: Stadl GstNr.: .22/1                                                                                         |
| ja    | Datei hochladen | Aufnahmsgebäude Mistelbach HERIS-ID: 23678 Objekt-ID: 20040                                     | Bahnstraße 30 Standort KG: Mistelbach                            | Das 1870 erbaute Aufnahmsgebäude des Bahnhofs Mistelbach wurde 1983 restauriert. | BDA-Hist.: Q37878180 Status: Bescheid Stand der BDA-Liste: 2025-06-30 Name: Aufnahmsgebäude Mistelbach GstNr.: .703/1 Aufnahmsgebäude Bahnhof Mistelbach                            |
| ja    | Datei hochladen | Benefiziatenhaus und Jugendheim HERIS-ID: 5382 Objekt-ID: 1247                                  | Barnabitenstraße 16 + 18 Standort KG: Mistelbach                 | Das Benefiziatenhaus wurde Ende des 15. Jahrhunderts erbaut und Ende des 16. Jahrhunderts Richtung Nordwesten erweitert. | BDA-Hist.: Q37809904 Status: § 2a Stand der BDA-Liste: 2025-06-30 Name: Benefiziatenhaus und Pfadfinderheim GstNr.: .20/1, .20/2 Benefiziatenhaus (Mistelbach)                      |
| ja    | Datei hochladen | Figurenbildstock Schmerzensmann HERIS-ID: 5381 Objekt-ID: 1246                                  | bei der Pfarrkirche Standort KG: Mistelbach                      | Die barocke Steinstatue stammt vom Ende des 17. Jahrhunderts. Die Statue wurde 2016 restauriert und danach nahe der Pfarrkirche neu aufgestellt. | BDA-Hist.: Q37809699 Status: § 2a Stand der BDA-Liste: 2025-06-30 Name: Figurenbildstock Schmerzensmann GstNr.: 5710/23 Schmerzensmann (Mistelbach)                                 |
| ja    | Datei hochladen | Lichtsäule HERIS-ID: 25563 Objekt-ID: 21996 marterl.at: 5836                                    | gegenüber Franz Josef-Straße 8 Standort KG: Mistelbach           | Der Tabernakelbildstock wurde 1401 errichtet und seitdem stark verändert. Die an der Säule angebrachte Jahreszahl 1598 erinnert an die Rückeroberung von Raab von den Osmanen durch Österreich (siehe auch Raaberkreuz). | BDA-Hist.: Q37894904 Status: § 2a Stand der BDA-Liste: 2025-06-30 Name: Lichtsäule GstNr.: 5710/1 Pestsäule (Mistelbach)                                                            |
| ja    | Datei hochladen | Polytechnische Schule (ehem. Berufsschule) HERIS-ID: 5379 Objekt-ID: 1244                       | Conrad Hötzendorf-Platz 2 Standort KG: Mistelbach                | Die Berufsschule wurde von 1930 bis 1931 nach Plänen des Architekten Alexander Prokop erbaut. | BDA-Hist.: Q37809475 Status: § 2a Stand der BDA-Liste: 2025-06-30 Name: Berufsschule/Landesberufsschule GstNr.: .1149                                                               |
| ja    | Datei hochladen | Feuerwehrgebäude mit Figurenbildstock hl. Florian HERIS-ID: 86649 Objekt-ID: 100967             | Franz Josef-Straße 47 Standort KG: Mistelbach                    | Die Figur des hl. Florians am Feuerwehrhaus ist mit der Jahreszahl 1709 bezeichnet. | BDA-Hist.: Q37716320 Status: § 2a Stand der BDA-Liste: 2025-06-30 Name: Feuerwehrgebäude mit Figurenbildstock hl. Florian GstNr.: 5774/3 Gerätehaus Mistelbach                      |
| ja    | Datei hochladen | Friedhof christlich und Karner HERIS-ID: 5384 Objekt-ID: 1249                                   | Hochgasse 2 Standort KG: Mistelbach                              | Der romanische Karner, heute eine Kapelle, wurde Anfang des 13. Jahrhunderts erbaut und 1719 barockisiert. Bei der Restaurierung von 1971 wurde der romanische Bestand freigelegt. | BDA-Hist.: Q37810439 Status: § 2a Stand der BDA-Liste: 2025-06-30 Name: Friedhof christlich und Karner GstNr.: 67, .1245, 4565/6, .748 Karner Mistelbach                            |
| ja    | Datei hochladen | Dreifaltigkeitssäule HERIS-ID: 5370 Objekt-ID: 1235 marterl.at: 5824                            | gegenüber Hauptplatz 10 Standort KG: Mistelbach                  | Die Dreifaltigkeitssäule wurde 1680 nach der Pest errichtet. Ihr Stufenbau stammt aus dem Jahr 1927. Die Säule wurde 2019 restauriert. | BDA-Hist.: Q37807421 Status: § 2a Stand der BDA-Liste: 2025-06-30 Name: Dreifaltigkeitssäule GstNr.: 5710/1 Dreifaltigkeitssäule Mistelbach                                         |
| ja    | Datei hochladen | Bezirkshauptmannschaft, Rathaus HERIS-ID: 23791 Objekt-ID: 20154                                | Hauptplatz 4-5 Standort KG: Mistelbach                           | Das neobarocke Rathaus wurde 1901 nach Plänen des Architekten Eugen Sehnal erbaut. | BDA-Hist.: Q37879107 Status: Bescheid Stand der BDA-Liste: 2025-06-30 Name: Bezirkshauptmannschaft, Rathaus GstNr.: .469, .468 Bezirkshauptmannschaft und Rathaus, Mistelbach       |
| ja    | Datei hochladen | Marktstiege, Bürgerstiege HERIS-ID: 25560 Objekt-ID: 21992                                      | Berggasse 22 Standort KG: Mistelbach                             | Die Stiege zur Pfarrkirche mit Figuren der hll. Martin und Florian aus der ersten Hälfte des 18. Jahrhunderts wurde 1769 erneuert. | BDA-Hist.: Q37894856 Status: § 2a Stand der BDA-Liste: 2025-06-30 Name: Marktstiege, Bürgerstiege GstNr.: 5710/71 Marktstiege (Mistelbach)                                          |
| ja    | Datei hochladen | Flur-/Wegkapelle HERIS-ID: 25561 Objekt-ID: 21993                                               | am Kirchberg Standort KG: Mistelbach                             | | BDA-Hist.: Q37894867 Status: § 2a Stand der BDA-Liste: 2025-06-30 Name: Flur-/Wegkapelle GstNr.: 66                                                                                 |
| ja    | Datei hochladen | Pfarr- bzw. Kollegienstiege HERIS-ID: 25562 Objekt-ID: 21994                                    | Berggasse 22 Standort KG: Mistelbach                             | Die Stiege zur Pfarrkirche mit Figuren der hll. Petrus und Paulus aus der ersten Hälfte des 18. Jahrhunderts wurde 1724 erneuert. | BDA-Hist.: Q37894886 Status: § 2a Stand der BDA-Liste: 2025-06-30 Name: Pfarr- bzw. Kollegienstiege GstNr.: 5710/71 Pfarrstiege (Mistelbach)                                        |
| ja    | Datei hochladen | Bürgerhaus HERIS-ID: 5371 Objekt-ID: 1236                                                       | Kreuzgasse 3 Standort KG: Mistelbach                             | Das Bürgerhaus stammt im Kern aus der zweiten Hälfte des 16. Jahrhunderts. | BDA-Hist.: Q37807701 Status: Bescheid Stand der BDA-Liste: 2025-06-30 Name: Bürgerhaus GstNr.: .328/1 Bürgerhaus Kreuzgasse, Mistelbach                                             |
| ja    | Datei hochladen | Mariensäule Maria Immaculata HERIS-ID: 86653 Objekt-ID: 100971                                  | vor Marienplatz 2 Standort KG: Mistelbach                        | Die Säule stammt aus der ersten Hälfte des 18. Jahrhunderts. | BDA-Hist.: Q37716346 Status: § 2a Stand der BDA-Liste: 2025-06-30 Name: Mariensäule Maria Immaculata GstNr.: .341                                                                   |
| ja    | Datei hochladen | Pfarrhof und Psychosoziales Zentrum, ehem. Barnabitenkloster HERIS-ID: 5380 Objekt-ID: 1245     | Marienplatz 1 Standort KG: Mistelbach                            | Das vierflügelige Gebäude wurde von 1687 bis 1700 als Kloster der Barnabiten errichtet. In der hochbarock gestalteten Kapelle befindet sich ein stark übermaltes Fresko von Baltasar Rosaforte. Das Deckenfresko in der „Grundstube“ schuf Ferdinand Kainz 1750. Im Speisesaal befinden sich ein Ölbild von Baltasar Rosaforte aus dem Jahr 1724, das die Gründer des Barnabitenordens zeigt, und ein barockes Ölbild mit einem Porträt Kaiser Ferdinand II. Die Bibliothek weist eine einheitliche Ausstattung aus der Zeit um 1758/1760 auf. Ihr Deckenfresko ist ein Werk von Franz Anton Maulbertsch aus dem Jahr 1760. | BDA-Hist.: Q37809625 Status: § 2a Stand der BDA-Liste: 2025-06-30 Name: Pfarrhof und Psychosoziales Zentrum, ehem. Barnabitenkloster GstNr.: .21 Pfarrhof (Mistelbach)              |
| ja    | Datei hochladen | Museum, Schlössl samt Wirtschaftsgebäuden, Tor und Putto HERIS-ID: 5386 Objekt-ID: 1252         | Museumgasse 4 Standort KG: Mistelbach                            | Das zweigeschoßige Gebäude mit Presshaus wurde von 1724 bis 1742 über einer weitläufigen Kelleranlage errichtet. Daran schließen eingeschoßige barocke Wirtschaftstrakte und eine Tormauer an. Den Zugang zum Innenhof ermöglicht ein Korbbogen-Portal, an dessen Keilstein sich ein Relief mit einem Gnadenbild befindet. Im Hof steht eine mit der Jahreszahl 1725 bezeichnete barocke Putte. Zur Sammlung des Museums gehören barocke Ölbilder und Plastiken sowie Möbel vom 17. bis zum 19. Jahrhundert. | BDA-Hist.: Q37811162 Status: Bescheid Stand der BDA-Liste: 2025-06-30 Name: Museum, Schlössl samt Wirtschaftsgebäuden, Tor und Putto GstNr.: .463                                   |
| ja    | Datei hochladen | Bürgerhaus, Jachemet-Haus HERIS-ID: 84575 Objekt-ID: 98701                                      | Museumgasse 5 Standort KG: Mistelbach                            | | BDA-Hist.: Q38183230 Status: § 2a Stand der BDA-Liste: 2025-06-30 Name: Bürgerhaus, Jachemet-Haus GstNr.: 406                                                                       |
| ja    | Datei hochladen | Figurenbildstock hl. Johannes Nepomuk HERIS-ID: 25569 Objekt-ID: 22004 marterl.at: 5843         | vor Neustiftgasse 2 Standort KG: Mistelbach                      | Die Statue des hl. Johannes Nepomuk steht auf einem mit der Jahreszahl 1730 bezeichneten Postament mit verwitterten Reliefs. | BDA-Hist.: Q37894999 Status: § 2a Stand der BDA-Liste: 2025-06-30 Name: Figurenbildstock hl. Johannes Nepomuk GstNr.: 5664/5                                                        |
| ja    | Datei hochladen | Pranger HERIS-ID: 25567 Objekt-ID: 22001                                                        | im Stadtpark Standort KG: Mistelbach                             | Der Pranger stammt aus dem 16. Jahrhundert. | BDA-Hist.: Q37894985 Status: § 2a Stand der BDA-Liste: 2025-06-30 Name: Pranger GstNr.: 5774/1                                                                                      |
| ja    | Datei hochladen | Wetterhäuschen HERIS-ID: 25566 Objekt-ID: 22000                                                 | im Stadtpark Standort KG: Mistelbach                             | Das neugotische Wetterhäuschen wurde Anfang des 20. Jahrhunderts nach Plänen des Architekten Karl Weinbrenner errichtet. | BDA-Hist.: Q37894972 Status: § 2a Stand der BDA-Liste: 2025-06-30 Name: Wetterhäuschen GstNr.: 5774/1                                                                               |
| ja    | Datei hochladen | Ehem. Fabriksanlage Heger-Gasselich, Museum.Zentrum.Mistelbach HERIS-ID: 84574 Objekt-ID: 98700 | Waldstraße 44-46 Standort KG: Mistelbach                         | Das Museumszentrum wurde 2007 auf einem ehemaligen Fabriksgelände eröffnet und beinhaltet auf einer Gesamtfläche von 4.500 m² das Hermann Nitsch-Museum, eine Ausstellung zur Kulturgeschichte des Weinviertels, einen Themenweg durch dessen Kulturlandschaft und eine Fläche für wechselnde Ausstellungen. | BDA-Hist.: Q1577265 Status: § 2a Stand der BDA-Liste: 2025-06-30 Name: Ehem. Fabriksanlage Heger-Gasselich, Museum.Zentrum.Mistelbach GstNr.: 291/1 Museumszentrum Mistelbach       |
| ja    | Datei hochladen | Bildstock HERIS-ID: 25564 Objekt-ID: 21998 marterl.at: 5850                                     | gegenüber Waldstraße 100 Standort KG: Mistelbach                 | Der Nischenbildstock weist einen mit der Jahreszahl 1521 bezeichneten spätgotischen Aufsatz auf. | BDA-Hist.: Q37894920 Status: § 2a Stand der BDA-Liste: 2025-06-30 Name: Bildstock GstNr.: 5663/10 Bildstock (Mistelbach)                                                            |
| ja    | Datei hochladen | Jüdischer Friedhof HERIS-ID: 25565 Objekt-ID: 21999                                             | Waldstraße 104, 122 Standort KG: Mistelbach                      | Der Friedhof diente der Israelitischen Kultusgemeinde Mistelbach von 1900 bis 1938 als Begräbnisstätte. | BDA-Hist.: Q1674735 Status: § 2a Stand der BDA-Liste: 2025-06-30 Name: Jüdischer Friedhof GstNr.: 3501/2, .808 Israelitischer Friedhof Mistelbach                                   |
| ja    | Datei hochladen | Bürgerhaus HERIS-ID: 5385 Objekt-ID: 1251                                                       | Wiedenstraße 4 Standort KG: Mistelbach                           | | BDA-Hist.: Q37811011 Status: Bescheid Stand der BDA-Liste: 2025-06-30 Name: Bürgerhaus GstNr.: .347 Mistelbach Bürgerhaus Wiedenstraße 4                                            |
| ja    | Datei hochladen | Bürgerhaus HERIS-ID: 30590 Objekt-ID: 27342                                                     | Wiedenstraße 11 Standort KG: Mistelbach                          | | BDA-Hist.: Q37935927 Status: Bescheid Stand der BDA-Liste: 2025-06-30 Name: Bürgerhaus GstNr.: .339                                                                                 |
| ja    | Datei hochladen | Pfarrzentrum HERIS-ID: 87633 Objekt-ID: 102056                                                  | Wiedenstraße 16 Standort KG: Mistelbach                          | Der ehemalige Pfarrsaal gegenüber dem Kolleg wurde 1990 bis 1995 zum Pfarrzentrum St. Martin umgebaut. | BDA-Hist.: Q37720880 Status: § 2a Stand der BDA-Liste: 2025-06-30 Name: Pfarrzentrum GstNr.: .341                                                                                   |
| ja    | Datei hochladen | Kath. Pfarrkirche hl. Martin HERIS-ID: 5383 Objekt-ID: 1248                                     | am Kirchenberg Standort KG: Mistelbach                           | Die spätgotische Hallenkirche wurde 1541 geweiht. Die Sebastianskapelle wurde 1639 erbaut. Der Kirchturm stammt aus dem Barock. Nach einem Brand wurde das Langhaus 1836 neu gewölbt. Der Architekt Julius Hermann plante die 1902 erfolgte neugotische Neugestaltung der Westfassade. 1958 wurde die Kirche und 1987 ihr Turm restauriert. Zur Ausstattung der Pfarrkirche zählen ein mit dem Chronogramm 1735 bezeichneter barocker Hochaltar sowie Bilder von Josef Plank, Johann Schirr, Leopold Bacher und Ferdinand Kainz. Außerdem befinden sich mehrere Grabsteine aus dem 16. und 17. Jahrhundert in der Kirche. | BDA-Hist.: Q37810170 Status: § 2a Stand der BDA-Liste: 2025-06-30 Name: Kath. Pfarrkirche hl. Martin GstNr.: .35 Pfarrkirche Mistelbach (Niederösterreich)                          |
| ja    | Datei hochladen | Evang. Pfarrkirche A.B., Elisabethkirche HERIS-ID: 25558 Objekt-ID: 21990                       | Oserstraße 9, neben Standort KG: Mistelbach                      | Die neugotische Kirche in Formen der Backsteingotik wurde von 1904 bis 1905 nach Plänen des Architekten Karl Weinbrenner erbaut. | BDA-Hist.: Q37894841 Status: § 2a Stand der BDA-Liste: 2025-06-30 Name: Evang. Pfarrkirche A.B., Elisabethkirche GstNr.: .355 Elisabethkirche, Mistelbach                           |
| ja    | Datei hochladen | Katholisches Jungschar-Zentrum HERIS-ID: 98409 Objekt-ID: 114332                                | Annagasse 5 Standort KG: Mistelbach                              | Das Gebäude rechts vom Kloster befand sich in einem schlechten Zustand, ehe es 2002 bis 2008 renoviert und zu einem Jugendheim umgebaut wurde. | BDA-Hist.: Q37771938 Status: § 2a Stand der BDA-Liste: 2025-06-30 Name: Jugendheim GstNr.: .22/1 Jugendheim (Mistelbach)                                                            |
| ja    | Datei hochladen | Reste der Burg im Liechtensteinischen Landschaftsgarten HERIS-ID: 84570 Objekt-ID: 98696        | bei Berggasse 24 Standort KG: Mistelbach                         | Von der im 13. Jahrhundert erbauten und 1597 abgetragenen Burg sind Reste einer Graben- und Wallanlage erhalten. | BDA-Hist.: Q38183172 Status: § 2a Stand der BDA-Liste: 2025-06-30 Name: Reste der Burg im Liechtensteinschen Landschaftsgarten GstNr.: 69/1                                         |
| ja    | Datei hochladen | Kreuzigungsgruppe HERIS-ID: 84571 Objekt-ID: 98697                                              | bei der Kirche Standort KG: Mistelbach                           | Die Kreuzigungsgruppe besteht aus barocken Steinfiguren aus dem Jahr 1675 und einem Holzkruzifix aus dem Jahr 1901. | BDA-Hist.: Q38183182 Status: § 2a Stand der BDA-Liste: 2025-06-30 Name: Kreuzigungsgruppe GstNr.: 66 Kreuzigungsgruppe (Mistelbach)                                                 |
| ja    | Datei hochladen | Ölberggruppe HERIS-ID: 84572 Objekt-ID: 98698 marterl.at: 5849                                  | bei der Kirche Standort KG: Mistelbach                           | Die Sandsteinfiguren der Ölberggruppe wurden im letzten Viertel des 17. Jahrhunderts hergestellt. | BDA-Hist.: Q38183193 Status: § 2a Stand der BDA-Liste: 2025-06-30 Name: Ölberggruppe GstNr.: 160/1 Ölberggruppe (Mistelbach)                                                        |
| ja    | Datei hochladen | Pavillon und Ummauerung der Pfarrhofanlage HERIS-ID: 87628 Objekt-ID: 102050                    | Pfarrgasse 1, bei Standort KG: Mistelbach                        | Der ehemalige Pfarrhofgarten der Barnabitenpropstei ist ummauert und enthält einen gemauerten, quadratischen Pavillon. | BDA-Hist.: Q37720826 Status: § 2a Stand der BDA-Liste: 2025-06-30 Name: Pavillon und Ummauerung der Pfarrhofanlage GstNr.: 166/1, 166/2, 166/4 Pavillon und Ummauerung (Mistelbach) |
| ja    | Datei hochladen | Pfarrhof HERIS-ID: 5463 Objekt-ID: 1333                                                         | Obere Hauptstraße 19 Standort KG: Paasdorf                       | Der im Kern aus dem 17. Jahrhundert stammende barocke Pfarrhof wurde im 18. Jahrhundert erweitert und 1979 restauriert. | BDA-Hist.: Q37833592 Status: § 2a Stand der BDA-Liste: 2025-06-30 Name: Pfarrhof GstNr.: 6578                                                                                       |
| ja    | Datei hochladen | Figurenbildstock hl. Johannes Nepomuk HERIS-ID: 30044 Objekt-ID: 26770                          | Zur Kirche 14 Standort KG: Paasdorf                              | Die Figur des hl. Johannes Nepomuk vor der Kirche wurde Ende des 18. Jahrhunderts geschaffen und 1911 renoviert. | BDA-Hist.: Q37929903 Status: § 2a Stand der BDA-Liste: 2025-06-30 Name: Figurenbildstock hl. Johannes Nepomuk GstNr.: 6298                                                          |
| ja    | Datei hochladen | Schloss Paasdorf HERIS-ID: 5469 Objekt-ID: 1339seit 2019                                        | Schloßzeile 1 Standort KG: Paasdorf                              | Das Schloss Paasdorf, inmitten eines Parks am nordöstlichen Ortsende gelegen, ist ein langgestreckter zweigeschoßiger Barockbau mit Schopfwalmdach und schlichter Putzgliederung, der im 19. Jahrhundert verändert wurde. | BDA-Hist.: Q105637759 Status: Bescheid Stand der BDA-Liste: 2025-06-30 Name: Schloss Paasdorf GstNr.: 6313 Schloss Paasdorf                                                         |
| ja    | Datei hochladen | Kath. Pfarrkirche hl. Ägydius HERIS-ID: 21311 Objekt-ID: 17629                                  | Zur Kirche 14 Standort KG: Paasdorf                              | Die Kirche ist ein gotisches Bauwerk. Ihr Langhaus wurde von 1663 bis 1664 barockisiert. Bartolomeo Altomonte schuf das Altarblatt am 1770 gestifteten barocken Hochaltar. 1986 wurde die Kirche restauriert. | BDA-Hist.: Q37861051 Status: § 2a Stand der BDA-Liste: 2025-06-30 Name: Kath. Pfarrkirche hl. Ägydius GstNr.: 6298 Pfarrkirche Paasdorf                                             |
| ja    | Datei hochladen | Bildstock HERIS-ID: 5468 Objekt-ID: 1338                                                        | Standort KG: Paasdorf                                            | Der gedrungene Bildstock mit Nische und Volutenaufsatz wurde um 1800 errichtet. | BDA-Hist.: Q37834101 Status: § 2a Stand der BDA-Liste: 2025-06-30 Name: Bildstock Hahnkreuz GstNr.: 6017                                                                            |
| ja    | Datei hochladen | Friedhofskapelle HERIS-ID: 5470 Objekt-ID: 1340                                                 | Fünfhaus 12, in der Nähe Standort KG: Paasdorf                   | | BDA-Hist.: Q37834374 Status: § 2a Stand der BDA-Liste: 2025-06-30 Name: Friedhofskapelle GstNr.: 6641                                                                               |
| ja    | Datei hochladen | Bildstock Weißes Kreuz HERIS-ID: 30043 Objekt-ID: 26769                                         | Standort KG: Paasdorf                                            | Der Bildstock stammt aus der ersten Hälfte des 18. Jahrhunderts. Er wurde im Zuge der Errichtung der Ortsumfahrung Mistelbach im Jahre 2015 entfernt und 2016 auf der gegenüberliegenden Straßenseite neu errichtet. | BDA-Hist.: Q37929880 Status: § 2a Stand der BDA-Liste: 2025-06-30 Name: Bildstock Weißes Kreuz GstNr.: 5480                                                                         |
| ja    | Datei hochladen | Pfarrhof HERIS-ID: 5472 Objekt-ID: 1342                                                         | Am Triftberg 8 Standort KG: Siebenhirten                         | | BDA-Hist.: Q37834713 Status: § 2a Stand der BDA-Liste: 2025-06-30 Name: Pfarrhof GstNr.: .82 Siebenhirten Pfarrhof                                                                  |
| ja    | Datei hochladen | Kath. Pfarrkirche hl. Rochus HERIS-ID: 5471 Objekt-ID: 1341                                     | neben Dorfstraße 1 Standort KG: Siebenhirten                     | Die neugotische Kirche wurde 1868 nach einem Entwurf von Hieronymus Schaller erbaut. Der Bildhauer Johann Preleuthner schuf die Figuren am neugotischen Hochaltar. | BDA-Hist.: Q37834570 Status: § 2a Stand der BDA-Liste: 2025-06-30 Name: Kath. Pfarrkirche hl. Rochus GstNr.: .103 Saint Roch Church (Siebenhirten)                                  |
| ja    | Datei hochladen | Ehem. Kühlhaus HERIS-ID: 84607 Objekt-ID: 98736                                                 | Dorfstraße 24 Standort KG: Siebenhirten                          | | BDA-Hist.: Q38183370 Status: § 2a Stand der BDA-Liste: 2025-06-30 Name: Ehem. Kühlhaus GstNr.: .213 Siebenhirten Kühlhaus                                                           |
| ja    | Datei hochladen | Brücke über den Mistelbach HERIS-ID: 84605 Objekt-ID: 98734                                     | bei Dorfstraße 41 Standort KG: Siebenhirten                      | In Siebenhirten gibt es insgesamt acht Brücken über den Mistelbach, in Fließrichtung des Baches sind dies bei Dorfstraße 54 eine Fußgängerbrücke (nicht denkmalgeschützt), bei Dorfstraße 48 eine Straßenbrücke (nicht denkmalgeschützt), bei Dorfstraße 41 eine Straßenbrücke (dieser Eintrag), bei Dorfstraße 24 beim Kühlhaus eine Straßenbrücke, bei Dorfstraße 16 die Feuerwehrzufahrt, bei Dorfstraße 9 eine Straßenbrücke (die letzten drei zusammengefasst in Listeneintrag), bei Dorfstraße 4 bei der Kirche eine Fußgängerbrücke (Listeneintrag) und bei Dorfstraße 1 eine Straßenbrücke (nicht denkmalgeschützt). | BDA-Hist.: Q38183349 Status: § 2a Stand der BDA-Liste: 2025-06-30 Name: Brücke über den Mistelbach GstNr.: 2163/3, 2123/1                                                           |
| ja    | Datei hochladen | Bildstock HERIS-ID: 84609 Objekt-ID: 98738 marterl.at: 5976                                     | vor Dorfstraße 47 Standort KG: Siebenhirten                      | Am nördlichen Ortsende steht ein abgefaster Pfeiler mit Nischenaufsatz, Dreiecksgiebeln und Pyramidendach aus dem 16. Jahrhundert. | BDA-Hist.: Q38183379 Status: § 2a Stand der BDA-Liste: 2025-06-30 Name: Bildstock GstNr.: 2123/1                                                                                    |
| ja    | Datei hochladen | Sog. Hofstadel HERIS-ID: 88165 Objekt-ID: 102698 marterl.at: 6300                               | bei Hintausstraße 95 Standort KG: Siebenhirten                   | Der 1827 neu erbaute Hofstadl liegt in einem Hinterhof am westlichen Ortsrand von Siebenhirten. Das Dachtragewerk soll von italienischen Zimmerleuten errichtet worden sein und zeigt die hierzulande höchst ungewöhnliche Konstruktionsform des sogenannten „freigesprengten Dachstuhls“. Im Gegensatz zu einem herkömmlichen Dachstuhl kommt das Sprengwerk ohne tragende Balken aus. | BDA-Hist.: Q37723837 Status: Bescheid Stand der BDA-Liste: 2025-06-30 Name: Sog. Hofstadel GstNr.: .181                                                                             |
| ja    | Datei hochladen | Wohnhaus HERIS-ID: 84603 Objekt-ID: 98732                                                       | Rochusstraße 1 Standort KG: Siebenhirten                         | | BDA-Hist.: Q38183326 Status: § 2a Stand der BDA-Liste: 2025-06-30 Name: Wohnhaus GstNr.: .200 Siebenhirten Wohnhaus Rochusstraße                                                    |
| ja    | Datei hochladen | Bildstock HERIS-ID: 5473 Objekt-ID: 1343 marterl.at: 5977                                       | Standort KG: Siebenhirten                                        | Der Bildstock an der nördlichen Ortsausfahrt stammt aus dem 16. Jahrhundert. | BDA-Hist.: Q37834885 Status: § 2a Stand der BDA-Liste: 2025-06-30 Name: Bildstock GstNr.: 2146/1                                                                                    |
| ja    | Datei hochladen | Fußgängerbrücke neben der Kirche HERIS-ID: 84606 Objekt-ID: 98735                               | Standort KG: Siebenhirten                                        | In Siebenhirten gibt es insgesamt acht Brücken über den Mistelbach, in Fließrichtung des Baches sind dies bei Dorfstraße 54 eine Fußgängerbrücke (nicht denkmalgeschützt), bei Dorfstraße 48 eine Straßenbrücke (nicht denkmalgeschützt), bei Dorfstraße 41 eine Straßenbrücke (Listeneintrag), bei Dorfstraße 24 beim Kühlhaus eine Straßenbrücke, bei Dorfstraße 16 die Feuerwehrzufahrt, bei Dorfstraße 9 eine Straßenbrücke (die letzten drei zusammengefasst in Listeneintrag), bei Dorfstraße 4 bei der Kirche eine Fußgängerbrücke (dieser Eintrag) und bei Dorfstraße 1 eine Straßenbrücke (nicht denkmalgeschützt). | BDA-Hist.: Q38183361 Status: § 2a Stand der BDA-Liste: 2025-06-30 Name: Brücke über den Mistelbach GstNr.: 2163/3, 2123/1 Siebenhirten Fußgängerbrücke                              |
| ja    | Datei hochladen | 3 Brücken über den Mistelbach HERIS-ID: 84604 Objekt-ID: 98733                                  | Standort siehe Beschreibung KG: Siebenhirten                     | In Siebenhirten gibt es insgesamt acht Brücken über den Mistelbach, in Fließrichtung des Baches sind dies bei Dorfstraße 54 eine Fußgängerbrücke (nicht denkmalgeschützt), bei Dorfstraße 48 eine Straßenbrücke (nicht denkmalgeschützt), bei Dorfstraße 41 eine Straßenbrücke (Listeneintrag), bei Dorfstraße 24 beim Kühlhaus eine Straßenbrücke, bei Dorfstraße 16 die Feuerwehrzufahrt, bei Dorfstraße 9 eine Straßenbrücke (die letzten drei zusammengefasst in diesem Eintrag), bei Dorfstraße 4 bei der Kirche eine Fußgängerbrücke (Listeneintrag) und bei Dorfstraße 1 eine Straßenbrücke (nicht denkmalgeschützt). Unter dieser Position sind insgesamt drei optisch baugleiche Brücken über den Mistelbach geschützt. Die mittlere Brücke wurde im Jahre 2019 abgerissen und durch einen Neubau ersetzt, welcher optisch ident mit der alten Brücke ausgeführt wurde – allerdings mit erhöhter Fahrbahnbreite und Tragkraft. Gleichzeitig wurde für die zwei verbliebenen Straßenbrücken und für die Brücke bei Dorfstraße 41 eine Gewichtsbeschränkung von 1 t verfügt. Lt. Beschilderung während der Bauphase geschahen Abbruch und Neubau mit Wissen und Billigung des Bundesdenkmalamts. Anlass für den Neubau war wohl die Neuerrichtung des Zeughauses der Ortsfeuerwehr unmittelbar an der Ostseite der Brücke um dieser eine rasche Zufahrt zur Bundesstraße auf der anderen Seite des Mistelbaches zu ermöglichen. Standorte der Brücken: Brücke 1, Brücke 2, Brücke 3 | BDA-Hist.: Q38183338 Status: § 2a Stand der BDA-Liste: 2025-06-30 Name: 3 Brücken über den Mistelbach GstNr.: 2163/3, 2123/1, 2145/1 Siebenhirten 3 Brücken                         |